# Miguel Ángel Russo
Pour les articles homonymes, voir Russo.
Miguel Ángel Russo, né le 9 avril 1956 à Lanús, est un footballeur international argentin, reconverti entraîneur.

## Palmarès
- Champion d'Argentine : 1982 (métro.), 1983  (nat.)
- 17 sélections et 1 but en équipe d'Argentine